# Objaw Hertoghe’a
Objaw Hertoghe’a – w dermatologii, charakterystyczne dla atopowego zapalenia skóry, przerzedzenie zewnętrznej części brwi.